# بوب جونسون (لاعب كرة قاعدة أمريكي)
بوب جونسون (بالإنجليزية: Bob Johnson)‏ هو لاعب كرة قاعدة أمريكي، ولد في 31 يوليو 1959 في دالاس في الولايات المتحدة.

## وصلات خارجية
- بوبي جونسون على موقعبيزبول رفرنس.كوم (الدوري الرئيسي) (الإنجليزية)
- بوبي جونسون على موقعبيزبول رفرنس.كوم (الدوري الثانوي) (الإنجليزية)